# Palazzetto Gigli
Il palazzetto Gigli è un edificio situato nel centro storico di Grosseto, in Toscana.
Il palazzo si trova tra il vicolo del Duomo e la piazza Innocenzo II e si tratta dell'unico edificio sopravvissuto allo sventramento del quartiere "dei preti" avvenuto negli anni trenta del XX secolo. Il palazzetto era parte di un agglomerato di stabili diocesani costruiti a partire dal XIV secolo sul lato sinistro della cattedrale di San Lorenzo ed era stato acquistato dal canonico Ascanio Gigli nel 1883 per destinarlo a sede provvisoria del seminario vescovile.

## Storia
Sul lato settentrionale del cattedrale di San Lorenzo nacque nel corso del XIV secolo un quartiere di edifici destinato alle esigenze dei canonici e dei vescovi della diocesi di Grosseto, che subì nel corso dei secoli numerose variazioni urbanistiche, come dimostrato da scavi effettuati tra il 1998 e il 2005. A questi edifici doveva fare riferimento la disposizione del cardinale Antonio Casini circa la costruzione di un episcopio con canonica. Nel corso del Quattrocento venne edificata sul lato ovest la chiesa di San Giovanni Decollato, sede della Confraternita della Misericordia, mentre sul lato orientale sorse un piccolo cimitero a uso dei canonici, detto "cimitero tondo". Nella seconda metà del XVI secolo nello stabile corrispondente al palazzetto Gigli aveva residenza il vescovo Claudio Borghese, il quale dopo il 1587 fece costruire una serie di archi tra l'edificio e quello di fianco, creando il vicolo degli "archi dei preti", che prese poi il nome di "chiasso dei Preti".
Il palazzo rimase residenza dei vescovi grossetani fino al 1803, quando il vescovo Fabrizio Selvi permutò i beni ecclesiastici di fianco alla cattedrale con il palazzo Ariosti posto lungo il corso, al fine di realizzarvi la definitiva sede dell'episcopio. La costruzione del nuovo palazzo comunale del 1870, sul sito dell'ex chiesa di San Giovanni Decollato, portò all'eliminazione degli "archi dei preti" e a un intervento di consolidamento del palazzetto con la costruzione dei basamenti a scarpa. L'edificio ritornò in seguito di proprietà ecclesiastica, quando nel 1883 venne riacquistato dal canonico Ascanio Gigli e ceduto nel 1886 al capitolo della cattedrale. Il palazzetto venne adibito a sede provvisoria del seminario e della biblioteca diocesani, in attesa della costruzione del palazzo Mensini di via Mazzini, e venne sottoposto a ristrutturazione nel 1890.
Tra il 1936 e il 1939, l'area di piazza del Duomo e quello che rimaneva del quartiere "dei preti" vennero interessati dallo sventramento urbanistico voluto dall'amministrazione fascista: venne demolito il palazzo dei Priori, ampliato l'imbocco del corso, costruita la nuova canonica e abbattute le ultime case "dei preti" con l'eccezione del palazzetto Gigli. Lo sventramento permise l'apertura della piazza Innocenzo II, sul lato del campanile del duomo.
Il palazzetto è tornato a ospitare seminaristi dal 1991 al 1995 sotto l'episcopato di Angelo Scola, in seguito a un complessivo restauro.